# Барон де Сумарес
Барон де Сумарес с острова Гернси — наследственный титул в системе Пэрства Соединённого королевства.

## История
Титул барона де Сумареса был создан 15 сентября 1831 года для видного флотоводца, адмирала сэра Джеймса Сумареса, 1-го баронета (1757—1836). Для него уже был создан титул баронета из Гернси 13 июня 1801 года. Ему наследовал его старший сын, Джеймс Сумарес, 2-й барон де Сумарес (1789—1863), священнослужитель. Его сменил его младший брат, Джон Сент-Винсент Сумарес, 3-й барон де Сумарес (1806—1891). Его сын, Джеймс Сент-Винсент Сумарес, 4-й барон де Сумарес (1843—1937), был профессиональным дипломатом. Он купил родовое имение Кастел на острове Гернси у своего отца, 3-го барона, который хотел его продать. Женившись, 4-й барон де Сумарес также приобрел поместья в графстве Саффолк.
Семейной резиденций был Кастел на острове Гернси, начиная с 1-го барона и кончая 4-м бароном, умершим там в 1937 году. После немецкой оккупации Нормандских островов во время Второй Мировой войны поздние бароны жили в основном в Скрэблэнд Холле в окрестностях Ипсуича в графстве Саффолк. 
По состоянию на 2024 год носителем титула являлся правнук 4-го барона, Эрик Дуглас Сумарес, 7-й барон де Сумарес (род. 1956), который сменил своего отца в 1991 году. Хотя он родился и вырос в графстве Саффолк, в апреле 2006 года после смерти своей матери он продал Скрэблэнд Холл и поселился на острове Гернси.
Не следует путать Сумарез-Парк в Кастеле и Сумарес Манор в Сент-Мартине на острове Гернси, который принадлежит старшей линии семьи Сумарес, из которой произошли бароны де Сумарес. Мэтью де Сумарес (1718—1778), отец 1-го барона де Сумареса, был младшим братом Джона де Сумареса (1706—1774) из Сумарес Манор.

## Бароны де Сумарес (1831)
- 1831—1836: Адмирал Джеймс Сумарес, 1-й барон де Сумарес (11 марта 1757 — 9 октября 1836), старший сын Мэтью Сумареса (1718—1778) от второго брака;
- 1836—1863: Преподобный Джеймс Сумарес, 2-й барон де Сумарес (9 октября 1789 — 9 апреля 1863), старший сын предыдущего;
- 1863—1891: Полковник Джон Сент-Винсент Сумарес, 3-й барон де Сумарес (28 мая 1806 — 8 января 1891), младший брат предыдущего;
- 1891—1937: Джеймс Сент-Винсент Сумарес, 4-й барон де Сумарес[англ.] (17 июля 1843 — 25 апреля 1937), старший сын предыдущего от первого брака;
- 1937—1969: Джеймс Сент-Винсент Сломал Сумарес, 5-й барон де Сумарес (29 ноября 1889 — 16 января 1969), единственный сын предыдущего;
- 1969—1991: Джеймс Виктор Брук Сумарес, 6-й барон де Сумарес (28 апреля 1924 — 20 января 1991), второй сын предыдущего;
- 1991 — настоящее время: Эрик Дуглас Сумарес, 7-й барон де Сумарес (род. 13 августа 1956), старший сын предыдущего;
  - Наследник титула: достопочтенный Виктор Томас Сумарес (род. 13 августа 1956), младший брат-близнец предыдущего.